# Aeolidiella indica
Aeolidiella indica är en snäckart som beskrevs av Bergh 1888. Aeolidiella indica ingår i släktet Aeolidiella och familjen snigelkottar. Inga underarter finns listade i Catalogue of Life.